# Tetramorium tabarum
Tetramorium tabarum är en myrart som beskrevs av Bolton 1980. Tetramorium tabarum ingår i släktet Tetramorium och familjen myror. Inga underarter finns listade i Catalogue of Life.